# Académie des sciences naturelles
Pour les articles homonymes, voir Académie des sciences et ANSP.
L'Académie des sciences naturelles de l'Université Drexel (en anglais Academy of Natural Sciences of Drexel University ou Academy of Natural Sciences of Philadelphia - ANSP) est une société savante créée en 1812 à Philadelphie dont le but est d’enrichir les connaissances scientifiques en histoire naturelle.
L'Académie organise dès sa création d'importantes expéditions comme celles conduites par Stephen Harriman Long (1784-1864) ou par Ferdinand Vandeveer Hayden (1828-1887) dans l’ouest américain. Ces explorateurs rassemblent de très nombreux spécimens qui forment l’embryon des futures collections. Aujourd’hui, elles sont riches de 25 millions de spécimens. Ces expéditions seront suivies de bien d’autres.
L'Académie, située sur la Benjamin Franklin Parkway à proximité du Logan Circle, ouvre ses portes au public en 1828 et emploie, souvent bénévolement, les grands scientifiques américains de l’époque comme Thomas Say (1787-1834) ou Thomas Nuttall (1786-1859). Charles-Alexandre Lesueur (1778-1846), un naturaliste, malacologiste et ichtyologiste français, devient également membre de l'Académie et son conservateur de 1816 à 1824.
Dans les années 1920 et 1930, l’Académie se dotent de splendides dioramas et ouvre des séances de formations pour les écoles de Philadelphie.
En 1948, à la suite de l’augmentation des pollutions et des dégradations de l’environnement, le département de recherche environnementale voit le jour. Celui-ci réalise ainsi de nombreuses recherches sur les écosystèmes aquatiques.
Parmi les ornithologues affiliés à l'académie, on retrouve Witmer Stone, James Bond (qui a été conservateur de la section ornithologie) ou encore Frank Gill.
L'académie joue le triple rôle d'encourager la recherche, l'enseignement, et de fournir un musée. Celui-ci abrite de très nombreux os de dinosaures, et les visiteurs de cette section du musée sont accueillis par la reproduction d'un Giganotosaurus, l'un des plus grands prédateurs à avoir vécu sur terre. Trois salles sont consacrées aux dinosaures, une pour l'Afrique, une pour l'Asie, et la dernière pour l'Amérique du Nord.